# Honoris causa

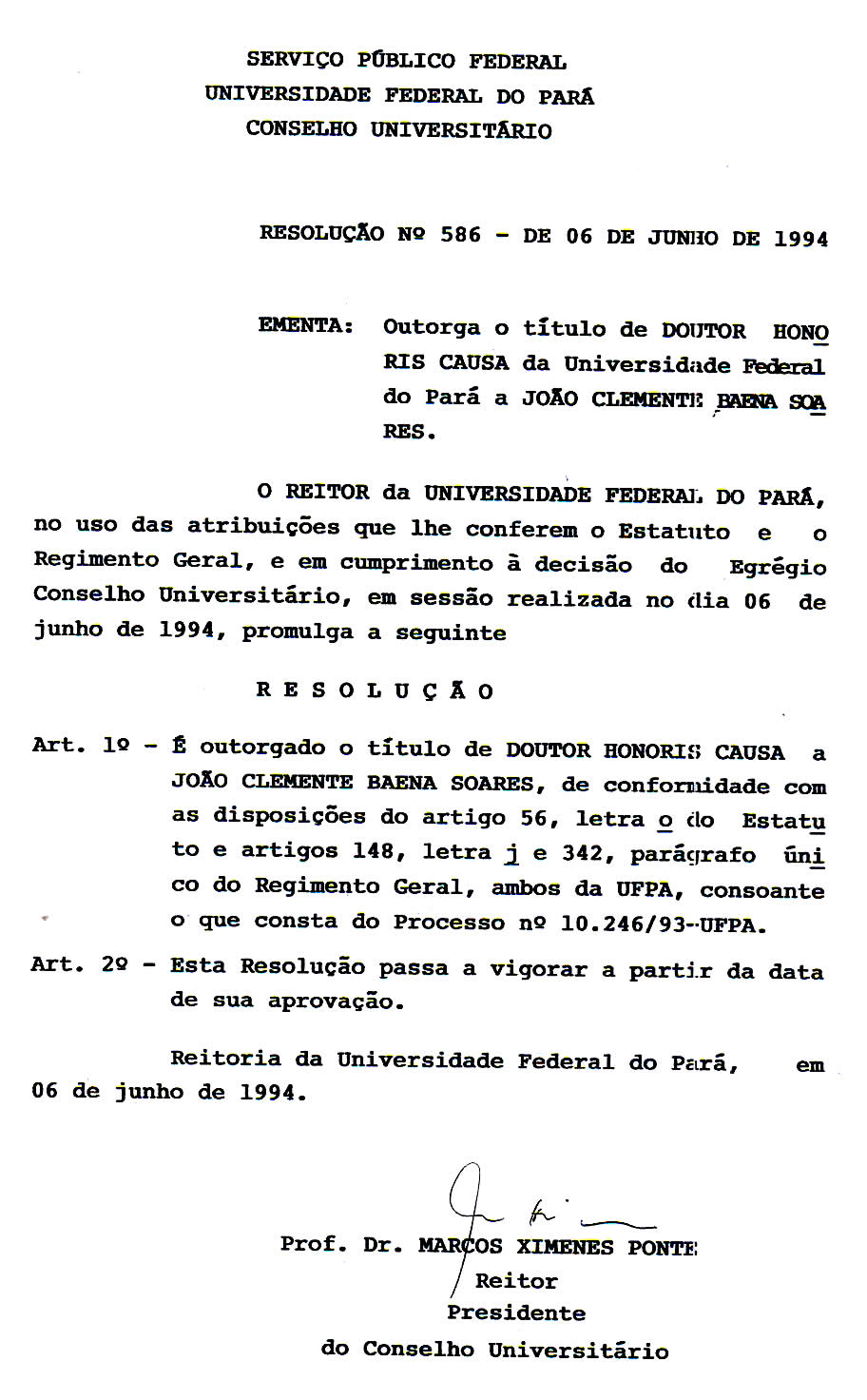
Documento da Universidade Federal do Pará (UFPA) concedendo a honraria Honoris Causa ao ex-Secretário-Geral da Organização dos Estados Americanos, João Clemente Baena Soares.

Honoris causa (abreviado como h.c.), ou Doctor Honoris Causa, é uma locução gramatical latina (em português: "por causa de honra") usada em títulos honoríficos concedidos por universidades a pessoas consideradas eminentes, que não necessariamente sejam portadoras de uma graduação do ensino superior, mas que se destacaram em determinada área, por sua virtude, mérito ou serviços.
A titulação é feita através de um conselho formado por professores de cada área, que analisa as ações do candidato. A Organização das Américas para a Excelência Educacional (ODAEE) sediada na cidade de Frankfurt (Alemanha), é a maior rede de relações interinstitucionais da iberoamérica, presente em 22 países, e é uma das instituições que mais concedem títulos honoris causa a brasileiros.[parcial?] A quantidade de doutorados concedidos gera controvérsias, inclusive sobre a possível compra de títulos de doutorado honoris causa. A revista IstoÉ, de 17 de fevereiro, publicou reportagem intitulada “O golpe do título”, noticiando a venda indiscriminada na Internet de diplomas que seriam enviados pelos Correios.
Um doutor honoris causa recebe igual tratamento e privilégios aos que obtiveram um doutorado acadêmico de forma convencional—a menos que se especifique o contrário. [parcial?] Uma das restrições diz respeito a participação em bancas de mestrado e doutorado. O recebedor pode usar a abreviação "Dr. h. c.", e, caso tenha também um título de doutorado acadêmico, poderá utilizar a abreviação "Dr. Dr. h. c.".  Se a pessoa for honrada com mais de um título honoris causa, poderá usar a abreviação "Dr. h. c. mult." (Doutor honoris causa multiplex). No entanto, o uso da abreviação "Dr.", simplesmente, no caso de um doutorado honoris causa, não é bem vista, e gera controvérsias. 
Diferentemente do Honoris causa, um título concedido por uma universidade acreditada, a honra ao mérito é uma forma de homenagem a alguém que obteve reconhecimento público por ter realizado algo notório, ou seja, de destaque.
A menção honrosa é um reconhecimento da honra associada à tentativa ou esforço de uma pessoa ou obra que, em um concurso ou competição, não recebeu o prêmio principal, mas que é julgada como digna de distinção. Neste caso, o mérito é considerado digno de menção, seja literalmente antes da divulgação do prêmio principal, ou em registro nos anais do concurso.

## Recebedores
Lista de nomes de alguns notáveis recebedores do título em áreas diversas, tanto de instituições nacionais quanto estrangeiras:

### Educadores
- Anísio Teixeira;
- Aroldo Rodrigues;
- Júlio Renato Lancellotti;
- Paulo Freire.

### Políticos
- José Sarney;[10]
- António de Oliveira Salazar
- Fernando Henrique Cardoso;[10][3]
- Lula da Silva;[10]
- Henrique Paim;[11]
- Juscelino Kubitschek;[12]
- Pedro Wilson Guimarães;
- Joaquim Barbosa;[13]
- Dom Pedro II.

### Músicos
- Pedro Paulo Soares Pereira (Mano Brown);[14][15]
- Paulo Eduardo Salvador (Ice Blue);[15]
- Edivaldo Alves Pereira (Edi Rock);[15]
- Kleber Geraldo Lelis Simões (KL Jay);[15]
- Maria Bethânia;[10]
- Milton Nascimento;[10]
- Naná Vasconcelos;[10]
- Yoko Ono;[10]
- Elza Soares;
- Lia de Itamaracá;
- Gilberto Gil;[16]
- Caetano Veloso;[17]
- Taylor Swift;[18]
- Marisa Monte;[19]
- Racionais MCs; [20]

### Escritores
- Augusto Cury;[21]
- Joanne Rowling;[10]
- Agustina Bessa-Luís;
- Leonardo Boff;[22]
- Lygia Fagundes Telles;
- José Saramago;
- Raquel de Queiroz;
- Guilhermino Cunha;
- Edir Macedo;
- Carolina Maria de Jesus;
- Luís Gama.[23]

### Apresentadores
- Oprah Winfrey;[10][3]
- Silvio Santos;[24][25]
- Jô Soares;[26][27]
- Abelardo Chacrinha.[28]

### Atores
- Meryl Streep;[10]
- Inezita Barroso;[29]
- Michael J. Fox;[30]
- Charlie Chaplin;[31]
- Denise Stoklos.[32]

### Esportistas
- Muhammad Ali;[10]
- Pelé.[33]

### Médicos
- Ivo Pitanguy;[10]
- Paulo Gadelha;[2]
- Clóvis da Gama.[34]

### Reitores
- Regys de Freitas;[2]
- Benhur Gaio.[3]

### Pesquisadores
- Alphonse Luisier;
- Brebis Bleaney;
- Albert Einstein;
- Santiago Ramón y Cajal.

## Críticas
Há críticas sobre o título em razão de ausência de regulação específica do MEC sobre o título honoris causa no Brasil. Contudo este título não possui valor comercial e é concedido como elevada honraria por Universidades mundo afora.

Embora não seja usual a oferta deste título por instituição que não possua programa regular de doutorado, não parece haver vedação legal à prática, ressalvada a hipótese de sua utilização de forma a induzir outras pessoas a erro sobre a real natureza do título, desvio que poderia ensejar reparação nas esferas penal e civil.— Paulo Gadelha, da Fundação Oswaldo Cruz.

## Outros títulos
- Cum laude
- Califa
- Emir
- Xeique
- Kan
- Marajá
- Rajá
- Fidalgo
- Lorde
- Arcipreste
- Dominus